# Oliva de Agua Amarga
La olivera de Agua Amarga, también conocida como olivera milenaria de Agua Amarga u olivo milenario de Agua Amarga, es un acebuche u olivo (Olea europaea L.) silvestre milenario situado en España, que crece en la rambla de los Viruega o Viruegues, en las cercanías de la localidad de Agua Amarga, perteneciente al término municipal de Níjar (provincia de Almería, Comunidad Autónoma de Andalucía) y dentro del Parque natural del Cabo de Gata-Níjar.
Según los especialistas, se trata de un olivo injertado que, a juzgar por sus dimensiones, tendría entre 1.500 y 2.000 años de antigüedad. Es considerado uno de los ejemplares más antiguos de España y de toda la cuenca mediterránea, superando en edad a los olivos del huerto de Getsemaní, en Jerusalén, en opinión de expertos como Fernando Gil-Albert Velarde, catedrático de arboricultura frutal de la Universidad Politécnica de Madrid.
Su tronco, formado por dos pies soldados, alcanza una altura de 8,7 m, un diámetro de 2,5 m y un perímetro de más de 9 m (a 1,3 m de altura). Su copa proyecta una sombra circular de unos 25 m de perímetro y 10 m de diámetro. A pesar de la falta de cuidados, su estado es aceptable, aunque mejorable.